# جان بروو
جان بروو ( 1620 م - 1675 م ) طبيب ومخترع فرنسي.
كان مخترعاً بالسليقة ، نجح في تدفئة غرف منزله الباردة ، وذلك باختراع موقد ، هو الأول من نوعه ، وسرعان ما عم المنازل الباردة في باريس ، وأصبح أساس المدافيء الحديثة المستعملة اليوم .